# ベーン・ディスプレイ

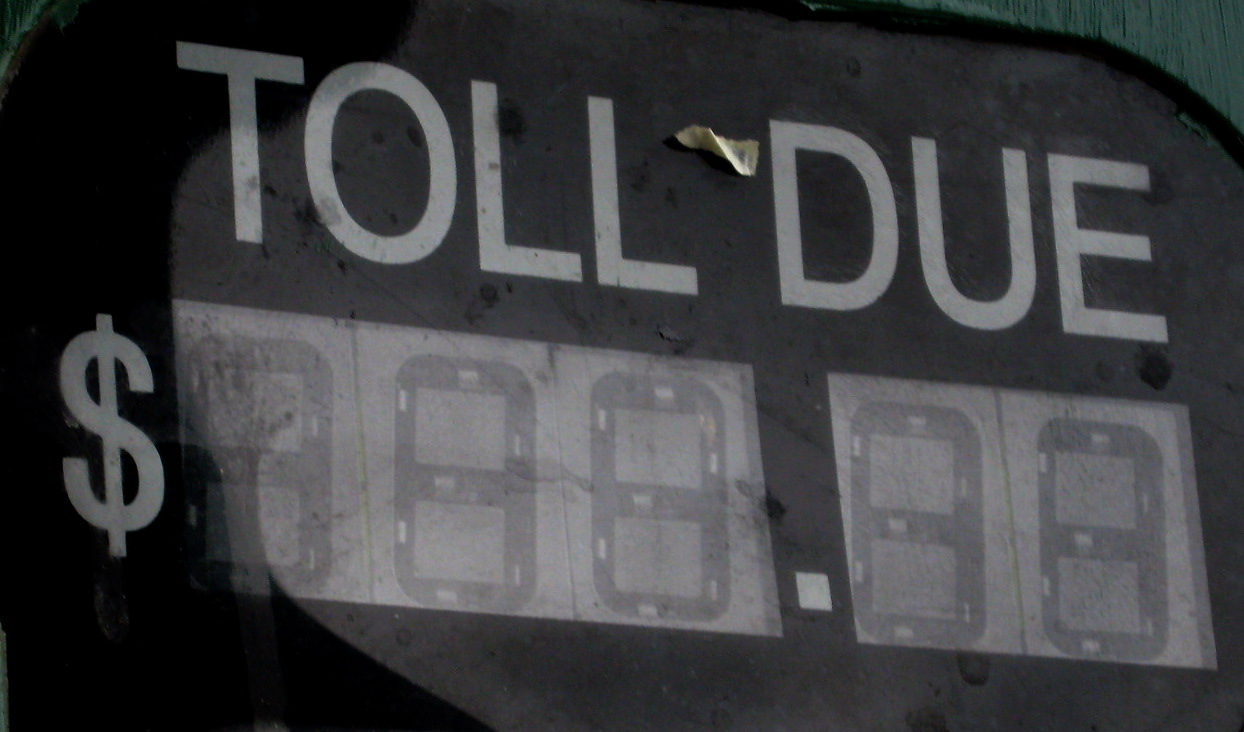
オクラホマ州タルサのクリークターンパイクにある非アクティブなベーン・ディスプレイ。

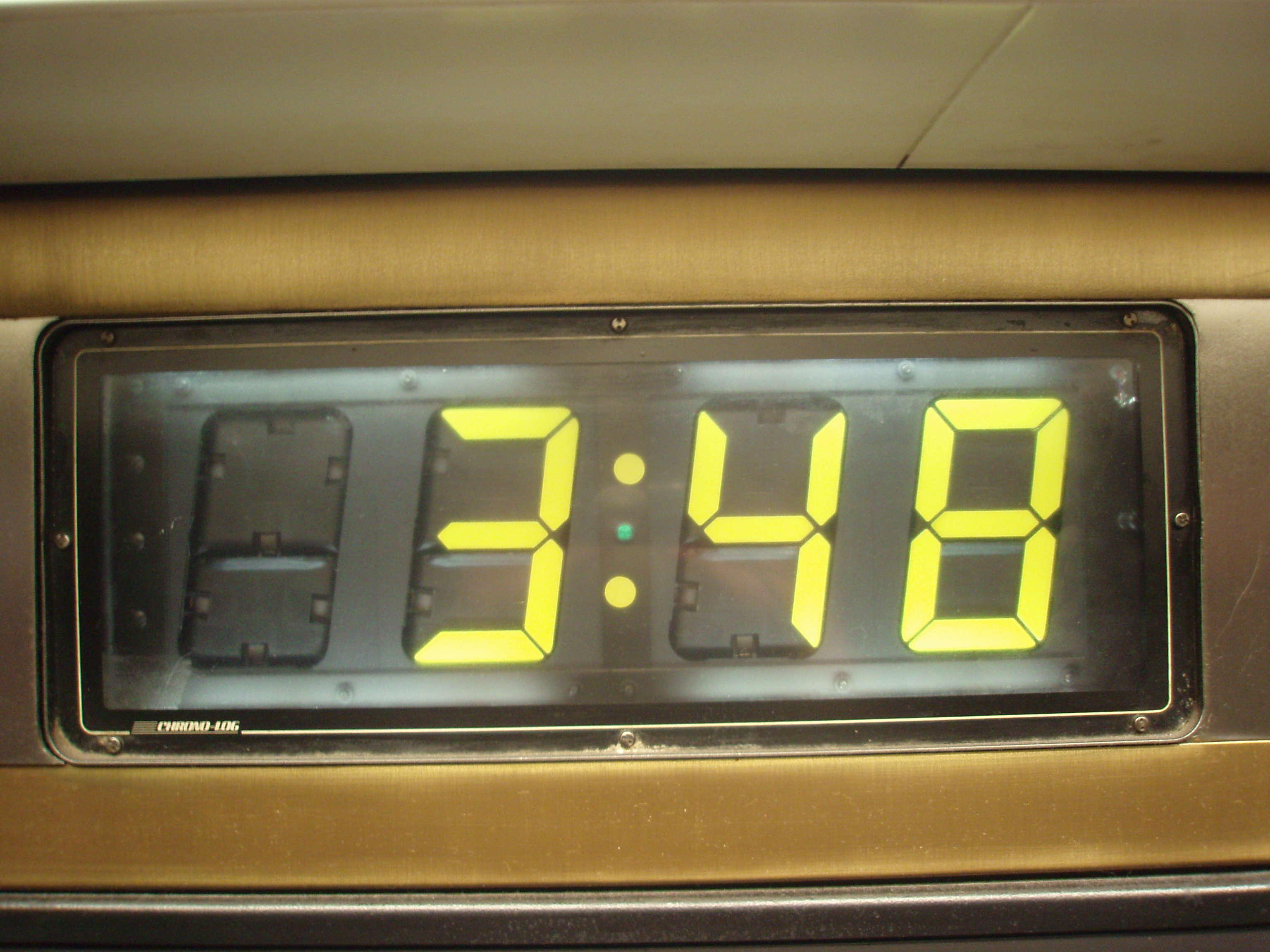
ニューヨーク市ペンシルベニア駅にあるアクティブなベーン・ディスプレイ。

ベーン・ディスプレイ（英語: Vane display）は、7セグメントディスプレイの一種。LEDおよびVFDセグメント化ディスプレイとは異なり、ベーン・ディスプレイは、通常は白で塗装された7つの物理面で構成されるが、黄色や蛍光緑色などの他の色で構成される場合もある。セグメントを「オフ」として表示する場合は、エッジが前方を向くように回転し、ペイントされた面が向こう側を向いて見えなくなる。「オン」として表示されるセグメントは、ペイントされた表面が表示されるように回転される。
ベーン・ディスプレイは、電磁石を使用してセグメントをすばやく移動するという点で、フリップディスク・ディスプレイと同じように動作する。ディスプレイを必ずしもすばやく変更する必要がない場合に使用される。一部のバリエーションでは、電気モーターを使用してディスプレイを所定の位置に回転させている。
ベーン・ディスプレイは、ゲーム番組や、スポーツアリーナやスタジアムのスコアボードで使用されている。卵形のディスプレイのように、テレビスタジオで見られるような明るい光で洗い流されることはない。ベーン・ディスプレイのもう1つの利点は、電源が失われた場合でも、電源が切断される前の最後の値が何であれ、ディスプレイに表示され続けることである。ただし、フリップディスク・ディスプレイのように、同時に多くの要素を変更する必要がある場合、フリップ・ディスプレイにはかなりの量のノイズが発生する可能性がある。

## 実例
- アメリカとカナダのゲーム番組では、ベーン・ディスプレイを使用して、競技者のスコアを表示したり、カウントダウン時計を使用したりしている。以前は、スライド表示がより一般的であった。
- オクラホマ・ターンパイク・オーソリティ（英語版）は、自動料金徴収バスケットのいくつかにベーンディスプレイを使用して、料金を表示させる。
- ニュージャージー・ターンパイクは、以前はすべての道路の制限速度標識にベーン・ディスプレイを使用していた。それらが空白であるのを見るのは珍しいことではなかった。VMS標識の交換では、新しい電子速度制限標識が使用されるようになった。速度制限が可変である他のさまざまな場所、またはエッグクレート、フリップディスク（英語版）、またはLEDディスプレイ（英語版）のいずれかを使用して、その領域の現在の制限速度を表示する。